# Blackbyrd McKnight
Pour les articles homonymes, voir McKnight.
Duane "Blackbyrd" McKnight (ou Dewayne "Blackbyrd" McKnight) est un guitariste américain né le 17 avril 1954 à Los Angeles. Ancien guitariste du groupe P-Funk, il a également joué pour un grand nombre d'artistes comme les Red Hot Chili Peppers entre 1988 et 1989 après la mort d'Hillel Slovak et avant l'arrivée de John Frusciante. Il a collaboré avec, entre autres, George Clinton, Macy Gray et Herbie Hancock.